# Tarkan (énekes)
Tarkan (szül. Tarkan Tevetoğlu, ejtsd: [tarkan tevetólu] ), Alzey, NSZK, 1972. október 17.) az egyik legismertebb török popénekes. Albumai rendszerint több millió példányban kelnek el, 2007-ig több mint 15 milliót adtak el belőlük.
Európában és Amerikában is ismert, főleg a Şımarık című dala miatt, amit Sezen Aksu-val közösen írtak. Másik nagy slágere a Şıkıdım. A Rhapsody internetes zenei magazin az európai popzene egyik kulcsfigurájának nevezte, aki debütáló dalával mérföldkőnek számít saját műfajában. Több dalát is feldolgozták különböző nyelveken, a Şımarık-ot például több mint húsz nyelven adták már elő; legismertebb feldolgozása Holly Valance Kiss Kiss című dala.
Az élő koncertjeiről ismert sztár Törökországra gyakorolt hatását a Washington Post Elvis Presley Amerikára gyakorolt hatásával hasonlította össze, az Atlantic Records alapítója, Ahmet Ertegün pedig azt nyilatkozta, hogy sohasem látott még a Tarkanéhoz fogható előadást.

## Életrajz
Tarkan gyermekkorában az NSZK-ban élt (apja vendégmunkás volt) mindaddig, míg 1986-ban a család vissza nem költözött Törökországba, amikor a fiú 14 éves volt. Öt testvére van: édesanyja, Neşe első házasságából egy bátyja, Adnan és két nővére, Gülay és Nuray, valamint két édestestvére: Hakan és Handan. Szülei egy képregényhősről nevezték el, a Tarkan név egyébként ősi türk eredetű, jelentése: tiszteletreméltó, kiváltságos, vezér. Édesapja, Ali 1994-ben meghalt, édesanyja három évvel később férjhez ment Seyhun Kahraman építészhez.

### Tanulmányai
Tarkan Karamürsel városában járt középiskolába, mellette pedig előbb a Karamürsel Musiki Cemiyeti majd az Üsküdar Musiki Cemiyeti zeneiskolában kapott hagyományos, komolyzenei nevelést. Apjával való nézeteltérései miatt – miután befejezte a középiskolát – Isztambulba ment szerencsét próbálni, itt fedezték fel tehetségét. Tanulmányait később, már ismert énekesként folytatta a New York-i Baruch Főiskola hallgatójaként, ahol angol nyelvtudását tökéletesítette. Tanulmányait itt nem fejezte be.

## Karrier

### A kezdetek
- Çok Ararsın Beni (1992)

Nem tudod lejátszani a fájlt?

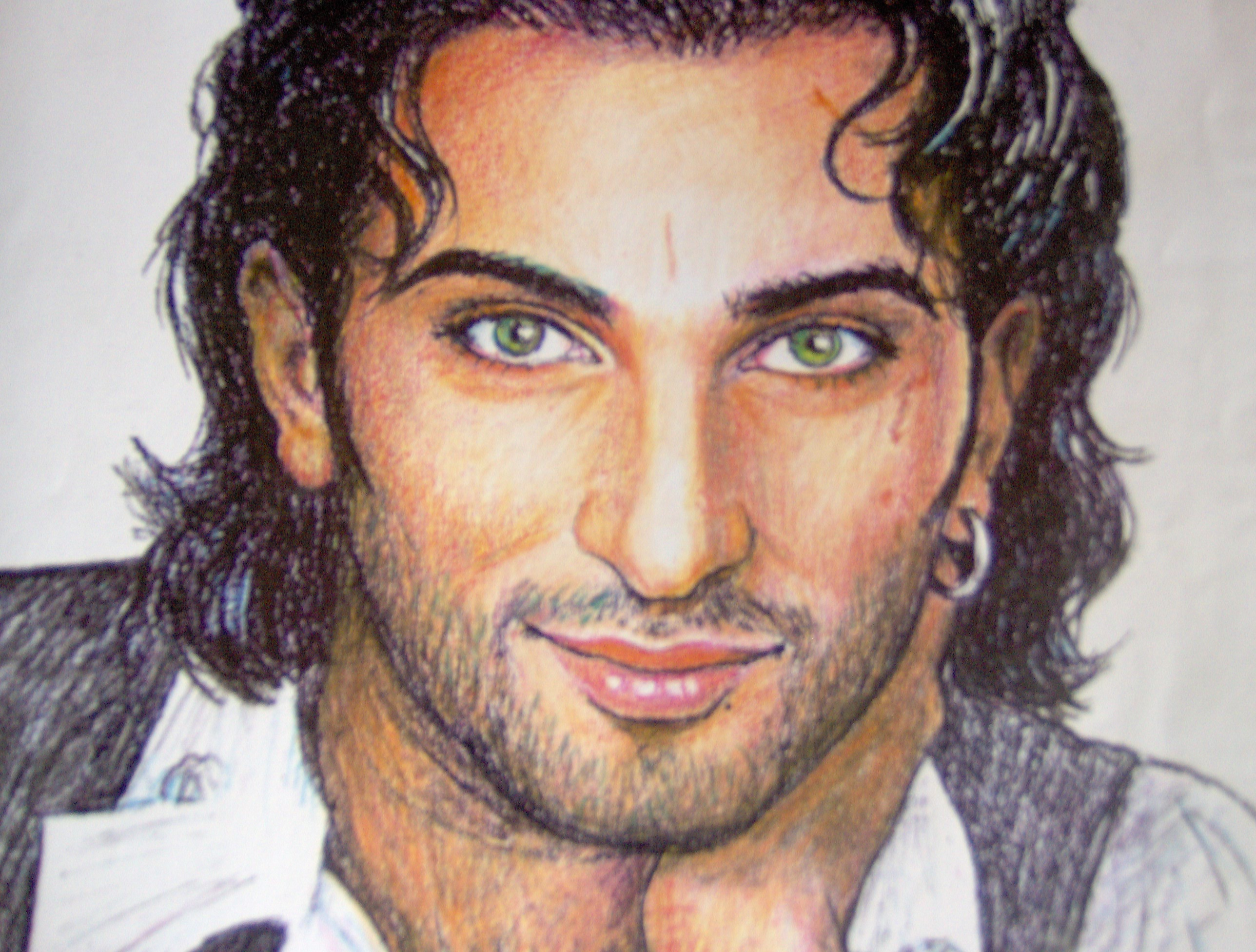
Inge Versteegt rajza Tarkanról, az Aacayipsin korszakból, 1996.

Tarkan karrierje 1991-ben kezdődött el, mikor Mehmet Söğütoğlu, az İstanbul Plak kiadó tulajdonosa felfedezte az akkor 19 éves fiút. Tarkan első lemeze, a Yine Sensiz (Megint nélküled) ekkor jelent meg. Az album már tartalmazott Tarkan által írt dalokat és az 1990-es évek népszerű pop stílusát tükrözte, török elemekkel vegyítve. Ekkor került szoros barátságba a vele egykorú Ozan Çolakoğlu zeneszerzővel, akivel több sikerdalt is írt. A Yine Sensiz 700 000 példányban kelt el és Tarkan azonnal a középpontba került, bár a közönség vegyes érzelmekkel fogadta a törökök számára kirívónak és „illetlennek” számító megjelenése miatt: előszeretettel hordott szakadt farmert, kigombolt inget és fülbevalót, ami különösen felháborította a konzervatívabbakat.
A [török] zenei világban talán először esett meg, hogy valaki az utca nyelvét átvitte a dalszövegekbe. Aztán a merész fiatalember nem csak dalaival, de zöld szemeivel is a középpontba került

### A Sezen Aksu-korszak
1994-ben az első album sikerét követően megjelent az A-Acayipsin (Olyan különös vagy), ekkor kezdődött Tarkan szoros együttműködése Törökország ünnepelt dívájával, a „Kis Verébbel”, Sezen Aksuval. Sezen két dalt írt a lemezre, a Hepsi Senin Mi? (Ez mind te vagy?) szövegét és zenéjét, valamint a Şeytan Azapta (Szenved az ördög) dalszövegét. Az album soha nem látott rekordokat döntött Törökországban, több mint 2,5 millió példányban kelt el. Ez az album sem jelent meg botrány nélkül: Tarkannak le kellett mondania arról, hogy videót készítsen a Seviş benimle (Szeretkezz velem) című dalból, mivel senki sem volt hajlandó vállalni a dalszöveg erotikus jellegéből adódó kockázatokat.
1998-ban került a piacra az Ölürüm Sana (Meghalnék érted), melyért sorban álltak a rajongók az üzletek előtt, és amely 4 és fél millió példányban (Törökországban 3,5 millió) fogyott el. Ezen az albumon is megtalálható Sezen Aksu két dala, az ominózus „csókos dal”, a Şımarık (Elkényeztetett) és egy lágyabb ballada, az İkimizin Yerine (Mindkettőnkért). Ebben az évben egy francia filmrendezőnő felfedezte magának Tarkan „csókos dalát”, és Franciaországból kiindulva a dal egy csapásra meghódította Európát, toplistás helyezéseket érve el szerte a kontinensen.

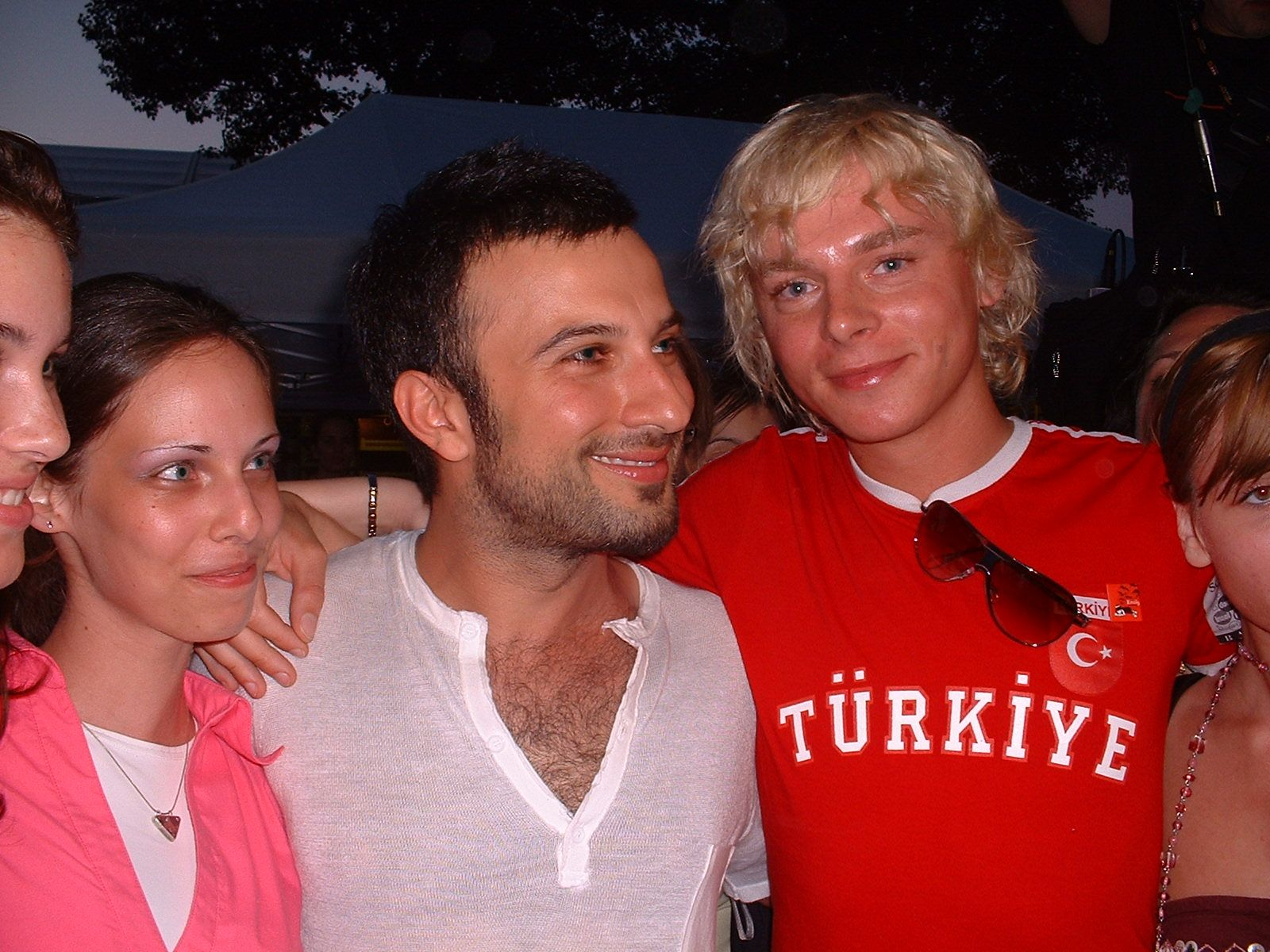
Magyar rajongókkal körülvéve, jobb oldalon Steiner Kristóf, a VIVA akkori műsorvezetője

### Nemzetközi áttörés
A sikerek hatására a PolyGram kiadott egy válogatás lemezt Tarkan címmel, melyről kimásolták kislemeznek a Hepsi Senin Mi Şıkıdım-re (Rázd) módosított változatát, majd harmadikként a Bu Gece (Ma éjjel) című dalt is. A lemez Dél-Amerikát és Ázsiát is elérte, a Universal Latino kiadásában az Egyesült Államokban is megjelent. Magyarországon a MAHASZ topistáján a hatodik helyen végzett az album. Tarkan népszerűségét látva a török külügyminisztérium fontolgatta, hogy Tarkant tiszteletbeli kulturális attasénak nevezik ki, Şıkıdım c. dalát pedig felhasználták a Törökországot népszerűsítő reklámfilm aláfestő zenéjéül. Ugyanebben az évben Tarkan elnyerte a legtöbb lemezt eladó török művésznek járó World Music Awards díjat. Koncertjeivel bejárta Európát és Latin-Amerikát; a latin pop hallgatói közül sok új rajongót szerzett.
Mindeközben Sezen Aksuval megromlott a kapcsolata, köszönhetően annak, hogy az énekesnő tudta nélkül Ozan Çolakoğluval átalakították a Şımarık-ot, mely teljes egészében Aksu szellemi tulajdonát képezte. Tarkan a Tempo magazinnak adott interjújában végül elismerte, hogy valóban ez volt az oka az elhidegülésüknek, hogy hibát követett el, és bocsánatot kért az énekesnőtől, akivel újra közösen fognak dolgozni egy török nyelvű albumon.
Nem sokkal később botrány robbant ki, amikor Tarkan megtagadta a hadseregbe való bevonulást. Törökországban ez súlyos tettnek számít, megfenyegették, hogy elveszik állampolgárságát, még a parlament is tárgyalta az ügyét. Végül, a Törökországban történt súlyos földrengés következményeképp a kormány engedményt tett a bevonuló kiskatonáknak: aki bizonyos összeget befizet a károsultak javára, csökkentett katonai szolgálatba léphet. Tarkan ekkor vonult be másfél hónapra, a sajtó jelenlétében. Fényképezték a harctéren lövészgyakorlat közben és meneteléskor a térdig érő hóban, csaknem kopaszra nyírva. Nem ő volt egyébként az egyetlen híresség, aki ekkor vonult be: Tarkan Mustafa Sandallal egy helyen, a Malatyai 2. Hadsereg Parancsnokságán töltötte a katonai szolgálatát.

### Karma-korszak

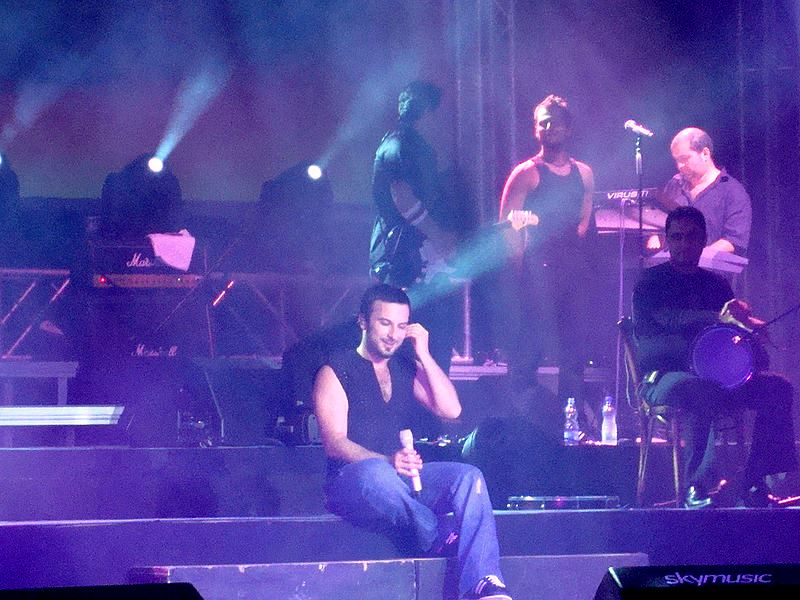
Tarkan Szkopjéban, 2007. június

2001-ben jelent meg a Karma című album, 12 dallal. A Tarkant körülvevő hisztéria ebben az időszakban csúcsosodott ki, mely botrányoktól sem volt mentes. A világsajtó is hírt adott arról, hogy a konzervatívabb nézők be akarták tiltatni a Ferzan Özpetek által rendezett Hüp című videóklipjét az erotikus csókjelenet miatt. A korszakot végigkísérő másik botrány egy kutató nevéhez fűződik: Dr. N. Aysun Yüksel 2001-ben kiadott Tarkan – Yıldız Oğlusu (Tarkan – A csillagok gyermeke) című könyvét a művész ügyvédje, Süheyl Atay bírósági végzéssel visszavonatta, a már kiadott példányokat begyűjtötték és megsemmisítették. A bíróság indoklása szerint Dr. Yüksel könyve, mely Tarkan Törökországra gyakorolt hatását vizsgálta, engedély nélkül közölt bizalmas adatokat és fotókat az énekesről, valamint megsértette nem csak személyiségi jogait, de jó hírét is.
- Részlet a botrányt okozó Hüp című dalból

Nem tudod lejátszani a fájlt?
Ebben az időszakban ismerkedett meg Tarkan a híres-hírhedt '69-es Woodstock fesztivál szervezőjével, Michael Langgel, aki a nemzetközi menedzsere lett. Lang véleménye szerint
Tarkan nagyszerű énekes és remek előadóművész. Az ő csillaga nem fog elhalványulni, jobb ha tudjátok. Leírhatatlanul karizmatikus
2003-ban megjelent Dudu (Asszonyi) című középlemezén hallható egy régi klasszikus, Aşık Veysel egyik népies jellegű dala, az Uzun İnce Bir Yoldayım (Hosszú, szűk úton járok). 2004-ben két koncertet adott Moszkvában a Luzsnyiki Stadionban, Bakuban pedig 40 000 néző látta a fellépését.
2005 elején az énekes új projektbe kezdett: leszerződött az Avea GSM szolgáltatóhoz és a cég reklámfilmjeihez dalt írt Ayrılık Zor (Nehéz a távollét) címmel, mely kislemez formájában jelent meg és 460 000 példányban fogyott.

### Come Closer

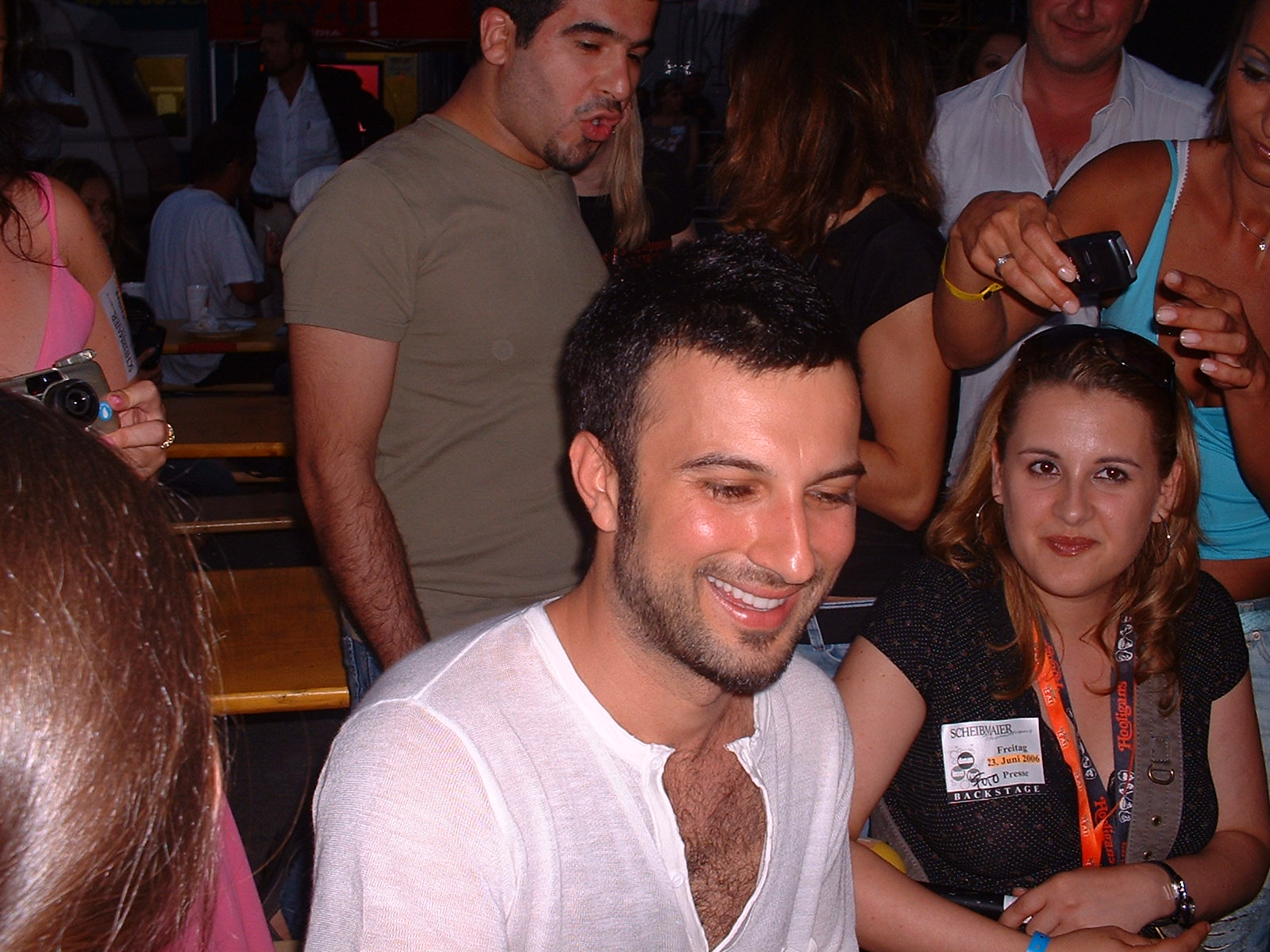
Tarkan magyar rajongókkal Bécsben (2006. június 23.)

Tarkan angol nyelvű albuma több mint tizenkét évnyi várakozás után került az európai boltok polcaira. Az album „vesszőfutása” még 1995-ben kezdődött, amikor Ahmet Ertegün felfedezte magának az énekest, és szerette volna leszerződtetni az Atlantic Recordshoz. Tarkant akkori menedzsere, Ahmet San azonban rávette, hogy szerződjön le a Jonathan Productions-hoz, melyben Sannak is részesedése volt. A céggel kötött egyezmény értelmében Tarkan minden megjelenéséhez a Jonathan Productions engedélye kellett. Tarkan később úgy nyilatkozott a Hürriyetnek, hogy San „lerombolta az álmait”, amellett, hogy anyagilag is megkárosította. A San jóvoltából kötött szerződés miatt az angol nyelvű projekt kivitelezése szinte lehetetlenné vált, különösen azután, hogy az énekes és a menedzser útjai szétváltak. Tarkan kénytelen volt lemondani a már elkészült dalokról, hiszen a szerződés értelmében „semmilyen albumot semmilyen nyelven a világ semelyik részén” nem adhatott ki a Jonathan Productions engedélye nélkül. A helyzetet végül az İstanbul Plak tulajdonosa, Tarkan producere, Mehmet Söğütoğlu oldotta meg, aki megvásárolta Ahmet San részesedését a vállalatból és megegyezett a másik tulajdonossal, Charles Ibguival a hazai kiadásokról. Söğütoğlu nem volt hajlandó nyilatkozni arról, mennyibe került neki Tarkan szabadsága. Ekkor azonban, mindamellett, hogy még mindig nem rendelkezhetett a nemzetközi kiadási jogokkal, Tarkan nézeteltérésbe került Ahmet Ertegünnel az album koncepcióját tekintve. Tarkan orientálisabb, törökösebb albumot szeretett volna, Ertegün viszont amerikai stílusút. Mindehhez hozzájárult, hogy az időközben elkészült dalok az évekig elhúzódó viták miatt aktualitásukat vesztették, így Tarkan kénytelen volt újrakezdeni a munkálatokat, elvetni a már elkészült felvételeket.
A hosszú munka eredménye, a nagylemez előfutára, a Bounce c. dal végül 2005. október 25-én látott napvilágot Törökországban. Maga a Come Closer 2006. április 7-én jelent meg, a Universal Records kiadásában. Az album elkészülésében olyan nevek segítették az énekest, mint Lester Mendez, aki többek között Shakira Underneath Your Clothes című dalának is az egyik szerzője; Brian Kierulf, aki Britney Spearsnek is írt dalokat; illetve Wyclef Jean, akivel az Aman Aman című dalt együtt vették fel. Az album második kislemeze, a Start The Fire németországi verzióján a korábban Tom Jones-szal is együtt dolgozó Mousse T. is közreműködött.
A nagy nevek ellenére a Come Closer nem hozott átütő sikert. Az album csupán néhány országban jelent meg, minden promóció nélkül, Tarkan pedig alig néhány televíziós műsorban szerepelt az album kapcsán, akkor is csupán Németországban és Bulgáriában. A török rajongók kétkedve fogadták az idegen nyelvű dalokat, a nemzetközi rajongótábor pedig azt várta, hogy világszerte mindenütt megjelenik majd. A megígért világ körüli turné néhány közép-európai országra, Oroszországra és Németországra korlátozódott.

### Metamorfózis

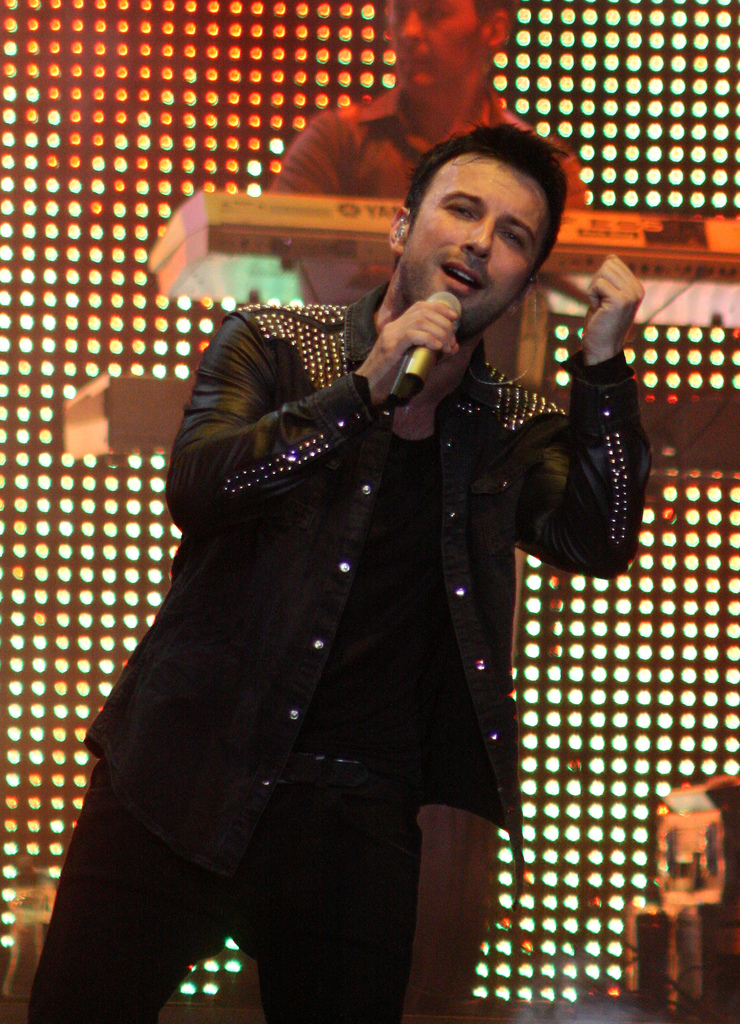
Tarkan 2011-ben koncert közben

2007 elején Tarkan kijelentette, hogy készen áll egy új, török nyelvű album megjelentetésére, ám a megjelenés dátumát folyamatosan halasztgatták. A Hürriyet napilap információi szerint a török nyelvű album a şeker bayramı, a ramadánt lezáró „cukorünnep” alkalmával jelent volna meg, és a debütáló dala a Sezen Aksu által írt Biraz nezaket (Egy kis kedvesség) lett volna, Tarkan azonban megcáfolta a híreket az Atatürk repülőtéren adott televíziós interjújában, melyben közölte, hogy az album megjelenése csúszni fog, és hogy a Sezen Aksu által írt dalt levették a listáról.
Az album végül a beharangozott dátum után egy nappal, december 25-én jelent meg Törökországban. Az album címe Metamorfoz (metamorfózis), a dalok közül hetet Tarkan írt, egyet Ozan Çolakoğlu, két további dal pedig Tarkan és Çolakoğlu közös szerzeménye. Az album címe, a metamorfózis átalakulást jelent, jelezve, hogy az új album az eddigiektől jelentősen eltérő hangzását tekintve. A lemez promóciós poszterén Tarkan öltönyt és nagyon rövid hajat visel, ez is egy olyan imidzs, amit még nem láthattak tőle a rajongók – szintén az album címét erősíti meg.
Az album megjelenése utáni első héten 300 000 példányban fogyott. Mindezek mellett az énekes különös elismerésben létesült: a Türk Dil Kurumu (Török Nyelvintézet) igazgatója levelet küldött Tarkannak, melyben gratulált az énekes által írt dalszövegekhez, melyek szép, helyes török nyelven íródtak, felhasználva a gazdag török nyelv közmondásait és idiómáit, ezzel „példát mutatva a fiataloknak” a hagyományok őrzésében. Az album megjelenése kapcsán írt cikkében Ecevit Kılıç, a Sabah napilap újságírója, a „zene Orhan Pamukjának” nevezte Tarkant, mert szerinte akárcsak Pamuk az irodalomban, Tarkan is a saját útját járja, mindegy mennyire kritizálja a sajtó. Mindeközben a Metamorfoz – a Vatan napilap információi szerint – „bombaként robbant” a piacon: míg a boltokban 300 000 példány fogyott, a 2007. december 30. – 2008. január 6-i héten a TTNetMüzik portálról (az egyetlen internetes mp3 üzlet, ahol Tarkan dalait jogszerűen le lehetett tölteni) 49 000-szer töltötték le a dalait, ami a portál legtöbbet letöltött előadójává tette. A Metamorfoz 2008. február 1-jén jelent meg Európában, a Universal Music Group kiadásában, néhány országban.
Tarkan 2008. április 13-án a londoni Wembley Arénaban adott koncertet. A koncerttel kapcsolatosan a török DEM TV az angol ITV Londonnal karöltve meghirdette a jelentkezést az úgy nevezett Tarkan Idol-ra, ami egy tehetségkutató verseny volt: a jelentkezőknek Tarkan dalokat kellett előadniuk, a legjobbak VIP- és afterparty-belépőt nyerhettek a koncertre, a legjobb előadásokat pedig mind a DEM, mind pedig az ITV közvetítette. Tarkan a koncert promóciója keretében interjút adott a BBC London rádió világzenei lemezlovasának, DJ Ritunak. A koncerten fellépett volna a maNga együttes is, végül azonban technikai okokra hivatkozva lemondták a fellépést.

### 2008 után
Miközben a rajongók az új albumra vártak, a popsztár azzal került ismét a török média figyelmébe, hogy Çakmak Çakmak című szerzeményét Sibel Can énekesnőnek ajándékozta, és a dalban háttérvokálként is közreműködött (bár a média „duettként” reklámozta).
Tarkan egy holland rádióinterjúban kijelentette, hogy jelenleg is dolgozik a Come Closer módosított változatán, melyet kifejezetten az amerikai piacra szánnak:
… néhány dalt átalakítok. Ez az album amolyan amerikai verziója lesz. Az eredeti album hangzása inkább európai volt, az új sokkal inkább urbánus lesz.
Az információt az albumot remixelő Pete „Boxta” Martin is megerősítette, aki szerint az újrakevert változat két vadonatúj dalt is fog tartalmazni. Az album végül mégsem jelent meg.
Tarkan 2008. október 16-án jelentette meg Uyan (Ébredj) című dalát, melyet a népzenész Orhan Gencebayjal ad elő. A dalt az énekes a török Doğa Derneği természetvédő civil szervezet részére írta, kereskedelmi forgalomba nem került, a szervezet által kiadott magazinhoz adják ajándékba. A szervezet célja, hogy felhívja az emberek figyelmét a természet megóvásának szükségességére, a dal szövege is ebben a szellemben íródott. A dalhoz készült videóklipet a nyugat-törökországi (İzmirhez közeli) Gediz-deltában forgatták, ahol nagyon sok veszélyeztetett és értékes állatfaj él.
2010. május 11-én mutatta be a Kral TV török zenei csatorna Tarkan új albumának beharangozó dalát, melynek címe Sevdanın Son Vuruşu. A dalszöveget Aysel Gürel, a zenét Tarkan írta. Az Adımı Kalbine Yaz című album 2010. június 29-én került a boltokba. 2010-ben a legtöbbet eladott török nagylemez lett, 355 000 példánnyal. Az album a 17. Kral TV zenei díjkiosztón több díjat is elnyert, többek között a legjobb album, a legjobb dal, a legjobb dalszöveg, a legjobb videó díját, valamint Tarkan lett a legjobb férfi előadó is.
Ahde Vefa című kilencedik török nagylemeze 2016. március 11-én jelent meg. A lemezt a 43. Arany Pillangó díjkiosztón (Altın Kelebek Ödülleri) a legjobb projektnek járó díjjal jutalmazták. Az albumon török műdalok hallhatóak. 2017. június 15-én, hét év után először jelent meg újra poplemeze, 10 címmel. A dalok közül a Yolla és a Beni Çok Sev vezette az országos slágerlistát. A Telifmetre szerint 2019 első felében Tarkan volt a legtöbbet streamelt férfi előadó Törökroszágban.
2022 februárjában Tarkan új dalt jelentetett meg Geççek címmel, melyet júliusban a Yap Bi Güzellik című dal követett.
2024. június 14-én új lemeze jelent meg Kuantum 51 címmel.

## Népszerűség

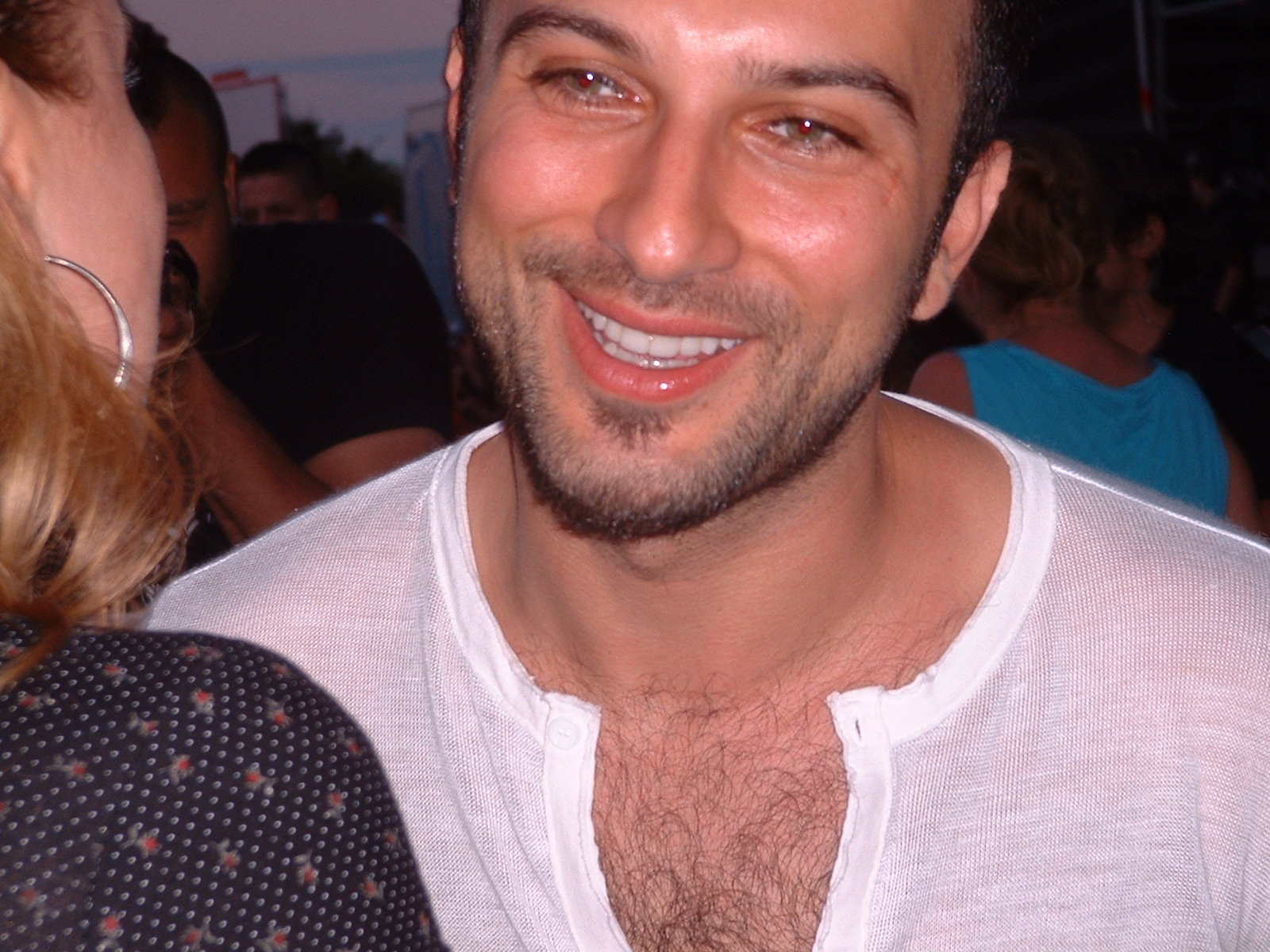
Tarkan Bécsben ad interjút a magyar TV2 csatornának. 2006. június 23.

Tarkan hazájában koncertjei rendszerint több tízezres tömegeket vonzanak. 2006-ban például Kelet-Trákiában, Tekirdağ tartományban adott koncertet 50 000 ember előtt. A 2004-es Karadeniz Ereğli Szeretet, Béke és Barátság Fesztiválon adott koncertjét a helyszínen 700 000 ember nézte végig, 2006-ban ugyanitt hasonló látogatottságot mértek a hivatalos szervek. Tarkan a koncert után a következőket nyilatkozta: „Amikor legutóbb ekkora tömeget láttam, 90 000 ember előtt léptem fel Ankarában tavaly. Sohasem fogom elfelejteni ezt a napot”.
Több reklámkampányhoz is az ő arcát használták, volt már a Pepsi képviselője, és nevét adta két telefontársaság, előbb a Türkcell majd az Avea reklámjaihoz. 2003-as turnéját az OPET olajvállalat szponzorálta. A 2002-es labdarúgó-világbajnokságon Tarkan volt a török labdarúgó-válogatott kabalája, a Bir Oluruz Yolunda c. dala pedig a válogatott indulója lett. Az egyik legnagyobb példányszámú napilap, a Hürriyet beválasztotta Tarkan Kış Güneşi (Téli napsugár) c. dalát „A török zene felejthetetlen slágerei” közé.
Népszerűségének fokát jelzi, hogy évek óta csupán testőrök kíséretében léphet ki az utcára; személyi testőre Levent Ağaoğlu, a Legend Security alapítója, aki mindenhová elkíséri a sztárt, még magánútjaira és nyaralni is.
Törökországi népszerűségét csaknem megközelíti az oroszországi. Az oroszok többször is megválasztották a legjobb előadónak, minden albuma kapható náluk. 2004 nyarán a tervezett egy moszkvai koncert helyett kettőt kellett szervezni az olimpiai Luzsnyiki Stadionban, annyian igényeltek jegyet. 2006-ban Tarkan ismét fellépett Moszkvában, ezúttal az Olimpiai Stadionban, 12 ezer ember előtt. Európában és Amerikában is szép számú rajongótábora van; 2006-ban Dubajban adott koncertet, majd pedig az indiai Bollywood is felfedezte magának a dalait, átdolgozva őket filmzenévé.
2008-ban Tarkan elnyerte az Első Manavgat Kristályglóbusz Fesztivál díját, „a turizmus tiszteletbeli nagykövetévé” avatta őt a szakma. A riportok szerint az énekes több turistát vonz Törökországba, mint bármelyik másik török előadó valaha is, a Tarkan-koncertek ideje alatt 15%-kal nő a szállodák foglalási aránya, különösen az orosz turisták látogatnak az országba az énekes kedvéért. A díjat június 21-én, Tarkan koncertjén adták át az énekesnek. A koncertet 10 000 néző kísérte figyelemmel.
2008. július 19-én Tarkan nagyszabású koncertet tartott a balıkesiri Erdek városában, ahová a helyi önkormányzat hívta meg a turizmus fellendítése céljából. A koncertet mintegy 50 000 rajongó nézte végig, több ezer embernek nem maradt jegy, így ők a kapukon kívül hallgatták az előadást. Az İhlas Haber Ajansi hírügynökség értesülései szerint több török nagyvárosból külön buszjáratok vitték a rajongókat a márvány-tenger-parti kisvárosba.
2009-ben Rodostóban volt megtekinthető az a kiállítás, ahol nemzetközi és török hírességek mellett Tarkan viaszszobrát is kiállították.

## Magánélet
Tarkan hét évig élt együtt Bilge Öztürk ügyvédnővel, akivel nem terveztek házasságot, és akivel végül 2008 júliusában váltak szét. 2001-ben a török sajtó azoktól a hírektől volt hangos, melyek szerint egy költöztető munkás kompromittáló fotókat lopott el Tarkan New York-i lakásából, melyek a média szerint bizonyítják a sztár homoszexualitását. A fotók bejárták a világsajtót, ám Tarkan nyilvánosan is kijelentette, hogy nem vonzódik a saját neméhez. Sokak szerint a török média már kezdetektől fogva hadjáratot indított az énekes ellen, mindent megtéve annak érdekében, hogy befeketítsék a nevét. Az énekes mind ritkábban ad interjúkat hazájában, akkor is kizárólag néhány olyan újságírónak, akik a bizalmát élvezik, televíziós műsorokban is ritkán látható:
Kölcsönös bizalmatlanság van köztem és a média között. Elegem van abból, hogy minden szavamat kiforgatják. Egyenesen a fejemre vadásznak. Nem tudom felvértezni magam ellenük… Elkeserít ez a dolog. Ezért mondok nemet az interjúkra. (…) Melyik talkshow-ban jelenhetnék meg? Biztos hogy összecsapott riportokkal olyannak mutatnának, amilyen nem vagyok. A beszélgetést előbb-utóbb ugyanarra a témára terelnék: meleg vagy? Amikor Amerikában járok, mindig irigykedve nézem a talkshow-ikat. Törökországban sajnos nincsenek ilyenek.
Tarkan lakásán 2010 februárjában drograzziát tartott a rendőrség és kábítószert foglaltak le. Az énekes a 2011 szeptemberi bírósági meghallgatáson elismerte, hogy kábítószerrel élt, de ragaszkodott hozzá, hogy nem fizetett érte.
2016. április 29-én Tarkan feleségül vette barátnőjét, Pınar Dileket, akivel 2011-ben ismerkedett meg egy németországi koncertet követően. Az 1986-os születésű Dilek évek óta rajongója volt a popsztárnak, mielőtt megismerkedtek. 2018. július 12-én kislányuk született, akinek a Liya nevet adták.
Az énekes álmatlansággal és hangképzési problémákkal küzdött, melyet pajzsmirigygöb (struma nodosa) okozott. 2019 júniusában sikeresen megoperálták.

### Üzleti élet
Tarkan 1997-ben megalapította a HITT Production elnevezésű produkciós céget, mely kiadóvá nőtte ki magát. Első kiadványa Tarkan Dudu című albuma volt, melyet Nazan Öncel Yan Yana Fotoğraf Çektirelim (Fényképezkedjünk) albuma követett. A cég emellett foglalkozik még koncertszervezéssel is; ügyvezető igazgatója Tarkan menedzsere, Uygar Ataş.
2003-ban Tarkan saját neve alatt parfümöt és hajformázó-családot dobott piacra, a női illetve férfi parfüm illatát 26 rajongó választása alapján hozták létre.
A Chip Online német magazin információi szerint a Trekstor vállalat egy Tarkan-speciál i.Beat lejátszót hozott forgalomba, melyet 2008 márciusában a CeBIT börzéjén lepleztek le.

## Diszkográfia

### Eladási adatok
Tarkan albumeladásait összesen 15 millió darabra becsülik. Összehasonlításképpen: az aranylemezhez szükséges eladott lemezek száma Törökországban 100 000. Az énekes első albuma, a Yine Sensiz 700 000, az A-Acayipsin 2,5 millió, az Ölürüm Sana 4,5 millió (ebből Törökországban 3,5 millió), a Karma másfél millió, a Dudu pedig 1 millió példányban fogyott el. A török sajtó szerint az eladás csökkenésének az oka az, hogy 1999 után Tarkan abbahagyta az együttműködést Sezen Aksuval, akinek legnagyobb slágereit köszönhette. Mások szerint a csökkenésnek sokkal prózaibb oka van: az illegális mp3-letöltés megjelenése Ezt látszik alátámasztani az is, hogy a Come Closer albumot hónapokkal a megjelenés előtt egy török internetes kalóz feltöltötte különböző illegális mp3-as honlapokra, ahonnan több ezren töltötték le. Nem sokkal később a művész ügyvédei eljárást kezdeményeztek egy bodrumi DJ ellen, aki az illegálisan letöltött dalokat a diszkójában játszotta. Metamorfoz című albumából a kiadás utáni héten 300 000 példány fogyott. Az Adımı Kalbine Yaz 2010-ben a legtöbbet eladott album volt Törökországban 355 000 példánnyal. Az Ahde Vefa című lemezéből 2016-ban 220 000 példányt adtak el, 10 című jubileumi albumából pedig 20 nap alatt mintegy 330 000 darab fogyott, amivel 32 millió líra bevételt generált.

### Albumok
| Év   | Cím                                      |
| ---- | ---------------------------------------- |
| 1992 | Yine Sensiz Újra nélküled                |
| 1994 | A-Acayipsin Olyan különös vagy           |
| 1997 | Ölürüm Sana Meghalnék érted              |
| 1999 | Tarkan                                   |
| 2001 | Karma                                    |
| 2003 | Dudu Asszony                             |
| 2006 | Come Closer Gyere közelebb               |
| 2007 | Metamorfoz Metamorfózis                  |
| 2010 | Adımı Kalbine Yaz Írd a nevem a szívedbe |
| 2016 | Ahde Vefa                                |
| 2017 | 10                                       |
| 2024 | Kuantum 51                               |

## Díjak, elismerések
- 1995 Kral Müzik Ödülleri[12]

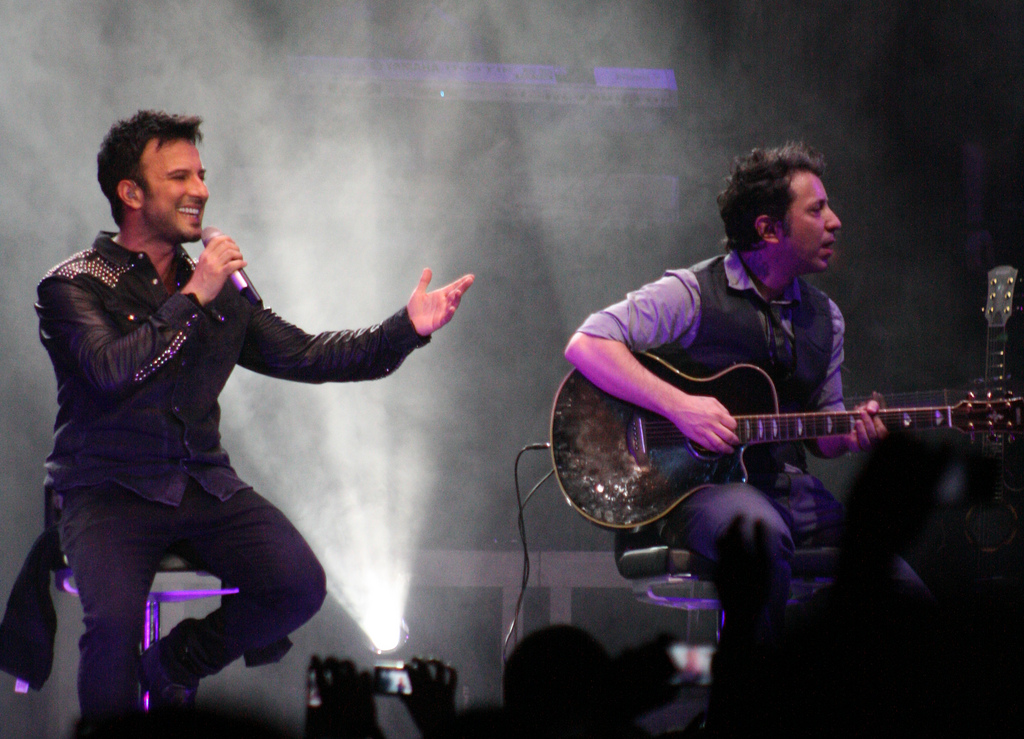
Tarkan 2011-ben koncerten

  - En İyi Erkek Sanatçı (Legjobb férfi előadó)
  - Yılın Şarkısı (Az év dala): Şıkıdım
- 1995 Altın Kelebek Ödülleri[12]
  - Yılın Sanatçısı (Az év előadója)
  - Yılın Şarkısı (Az év dala)
- 1998 Kral TV Müzik Ödülleri[12]
  - En İyi Erkek Sanatçı (Legjobb férfi előadó)
  - Yılın Şarkısı (Az év dala): Şımarık
- 1998 Altın Kelebek Ödülleri[12]
  - Yılın Sanatçısı (Az év előadója)
  - Yılın Şarkısı  (Az év dala)
- 1999, World Music Awards, Monaco
  - Legtöbb lemezt eladott török művész
- 2001 MGD Altın Objektif Ödülleri,[103] Törökország
  - Yılın En İyi Pop Müzik Sanatçısı (Az év legjobb popénekese)
- 2001 Kral TV Müzik Ödülleri[12]
  - Yılın Erkek Pop Sanatçısı (Az év popénekese)
  - Yılın Şarkısı (Az év dala): Kuzu Kuzu
  - Yılın Videosu (Az év videója): Hüp
- 2002 MGD Altin Objektif Ödülleri[12][104]
  - En İyi Erkek Yorumcu (Legjobb énekes)
  - Yılın Albümü (Az év albuma): Karma
- 2003 Kral TV Müzik Ödülleri,[12]
  - En iyi pop erkek (Legjobb férfi popénekes)
- 1. Manavgat Kristályglóbusz Fesztivál[79]
  - A turizmus tiszteletbeli nagykövete kitüntetés
- 2011 KRAL TV Müzik Ödülleri[105][106]
  - Legjobb album (Adımı Kalbine Yaz)
  - Legjobb dal (Sevdanın Son Vuruşu)
  - Legjobb férfi előadó
  - Legjobb dalszöveg (Aysel Gürel [posztumusz]: Sevdanın Son Vuruşu)
  - Legjobb zeneszerző (Tarkan: Sevdanın Son Vuruşu)
  - Legjobb videóklip (Öp; rendezte: Nadir Bekar)
  - Legjobb producer (Ozan Çolakoğlu)
  - Legtöbbet eladott album (Adımı Kalbine Yaz)
  - Legtöbbet hallgatott előadó (rádiólisták alapján)
- 2011 Altın Kelebek Ödülü[107]
  - En İyi Türk Pop Müzik Erkek Solist (Legjobb török popzenei férfi szólóelőadó)
  - Yılın En İyi Şarkısı (Az év legjobb dala): Sevdanın Son Vuruşu
- 2017 Altın Kelebek Ödülleri[108]
  - En İyi Türk Pop Müziği Erkek Solist (Legjobb török popzenei férfi szólóelőadó)
  - Yılın En İyi Şarkısı (Az év legjobb dala): Beni Çok Sev